# Classe Gepard
As fragatas da classe Gepard, designadas Projeto 11661, são uma classede fragatas russa que foram concebidas como sucessoras das anteriores Classe Koni e Grisha, e das corvetas Parchim. A primeira unidade da classe, Yastreb (Hawk), construida no estaleiro Zelenodol'sk Zavod, no Tartaristão, em 1991. Ela foi lançada em julho de 1993, e começou a se equipar; os testes estavam quase concluídos no final de 1995, quando foi suspensos por falta de recursos. Renomeado Tatarstan, o navio foi finalmente concluído em julho de 2002, e tornou-se a nau capitânia da Flotilha do Cáspio. O navio tem dois irmãos, Albatross (renomeado Daguestão) e Burevestnik (Storm Petrel), que ainda estava em construção.
O Vietnã é o principal operador da classe, com sua marinha encomendando 4 fragatas tendo 2 a mais do Projeto 11661 da Rússia. Há planos de encomendar pelo menos mais 2.

## Projeto
As embarcações são capazes de empregar os seus sistemas de armas em condições até ao Estado do Mar. O casco e a superestrutura são construídos principalmente em aço, com algum alumínio, magnésio sendo usado na superestrutura superior (tecnologia stealth). Eles são equipados com estabilizadores de aletas e lemes duplos, e podem usar turbinas a gás ou diesel para propulsão em configuração CODOG.

## Histórico de serviço
Em outubro de 2015, a fragata Daguestão (693), em conjunto com outras três nrmbarcações da Marinha Russa servindo na Flotilha do Cáspio, lançou mísseis de cruzeiro contra alvos na Síria. Os mísseis voaram quase 1,500 quilômetros (0,932 mi) sobre o Irã e o Iraque, atingindo alvos nas províncias de Raqqa e Aleppo (controladas pelo Estado Islâmico), bem como na província de Idlib (controlada pela Frente Nusra, ligada à Al-Qaeda). As forças Peshmerga (forças armadas curdas localizadas no norte do Iraque) publicaram um vídeo supostamente retratando dois mísseis de cruzeiro em voo a caminho da Síria.

## Exportação
A classe Gepard foi projetada como um navio de exportação leve e barato. A Rússia oferece três variantes ao mercado:
- Gepard 3.9: projetado para pesquisar, rastrear e lutar contra inimigos de superfície, submarinos e aéreos de forma independente e dentro da força-tarefa, plantar campos minados, fornecer proteção e patrulha da fronteira marítima do estado e da zona econômica exclusiva, realizar missões de combate, serviço de patrulha. Alimentado por motores de turbina a gás com configuração CODOG. Equipado com dois lançadores quádruplos inclinados para oito mísseis antinavio Kh-35 com opções alternativas para sistemas VLS como UKSK (para mísseis de cruzeiro como Club-N e Yakhont ) e sistema de defesa aérea Shtil-1.[8] Sendo a única variante exportada sendo o Vietna o seu primeiro e único operador.
- Gepard 5.1: configurado como navio patrulha oceânico. Destina-se ao patrulhamento das águas territoriais, ao socorro em situações de perigo no mar, à protecção do ambiente, ao apoio a missões marítimas e à demonstração de bandeiras em áreas de interesse estatal. Pode ser apresentado com armas "mais pesadas", se necessário. Alimentado inteiramente por motores diesel com planta de propulsão CODAD de dois eixos.[9]
- Gepard 5.3: projetado para procurar, rastrear e lutar contra inimigos de superfície, submarinos e aéreos de forma independente e dentro da força-tarefa, realizar missões de comboio e tarefas de patrulha, proteger a fronteira marítima do estado e a zona econômica. Apresentado com quatro lançadores quádruplos para dezesseis mísseis anti-navio Kh-35. Alimentado por uma planta de propulsão CODAD de dois eixos.[10]

### Vietnã
Em março e agosto de 2011, a Marinha Popular do Vietnã recebeu duas fragatas da classe Gepard 3.9 encomendadas em 2006, construídas na Rússia na Usina de Construção Naval de Gorky, no Tartaristão. O Vietnã assinou um contrato para um lote adicional de dois navios em configuração anti-submarino,, no final de 2011. Outros dois navios estão cotados, mas essa potencial aquisição está provavelmente a ser paralisada devido a sanções contra a Rússia como resultado dos conflitos ucranianos.

#### Sri Lanka
Em 2017 o Sri Lanka iniciou negociações para a compra de uma fragata Gepard 5.1. O gabinete do Sri Lanka aprovou a proposta do presidente Maithripala Sirisena para a compra do navio em setembro.

## Equipamentos

### Armamentos[19]
8 Míssil Kh35 Uran (SS-N-25 Switchblade) (AN; alcance:130 km; velocidade:1164 km/h; calibre: 420mm;)
4 Torpedos Tipo 53 (AN-ASW; alcance: 22 km; velocidade: 40 km/h; calibre: 533 mm;)
2 Mísseis 9K33 Osa (Sa-8 Gecko) (AA; alcance: 9 km; velocidade: 3.600 km/h; calibre: 209,6mm;)
1 Míssil RBU-6000 Smerch-2 (ASW; alcance:6 km; velocidade: 3060 km/h; calibre:212 mm;)
2 x Arma AK-630 (AA-AM; alcance: 5 km; velocidade: 4.000 km/h; calibre: 30 mm;)
2 x Arma MTPU KPV (AA-AM; alcance:4 km; velocidade:4000 km/h; calibre:14,5 mm;)

#### Sonares e guerra eletrônica[20]
Radar de busca aérea e de superfície Cross Dome e um radar de controle de fogo Pop Group SA-N-4;
Sonar Zarnitsa integra um sonar MF montado no casco e um sonar de profundidade variável (VDS);
Designador de alvo de míssil de cruzeiro Bass Stand;
Detector de emissão de laser Spectr-FN;
1 ECM ASOR-11661 (sistema de contramedidas eletrônicas);
1 sistema de contramedidas de sonar rebocado Zmei;
1 interceptador passivo Bell Shroud;
2 bloqueadores Bell Squat;
Quatro lançadores de foguetes de isca fixa PK-16 de 16 tiros são instalados para mísseis antinavio de entrada.

##### Propulsão
A usina principal tem dois eixos, tipo CODOG. Dieselde média velocidade tipo 61D com potência de 8.000 cv. através de uma complexacaixa de câmbio fornece todos os modos de cruzeiro, e duasturbinas a gás fornecem potência total 29.000 cv (um para cada eixo) proporcionam uma velocidade total do navio de 28 nós. A usina elétrica inclui três geradores a diesel de 600 kW cada.

## Navios

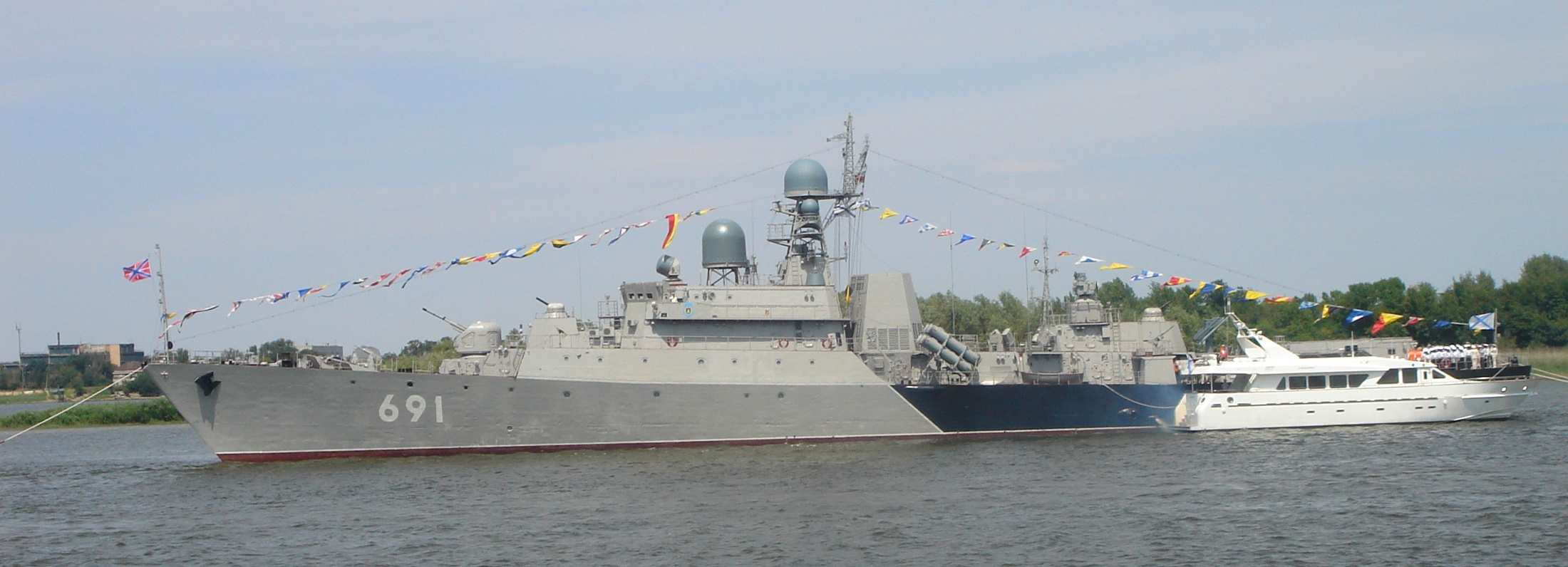
Fragata Russa Tartaristão (691)
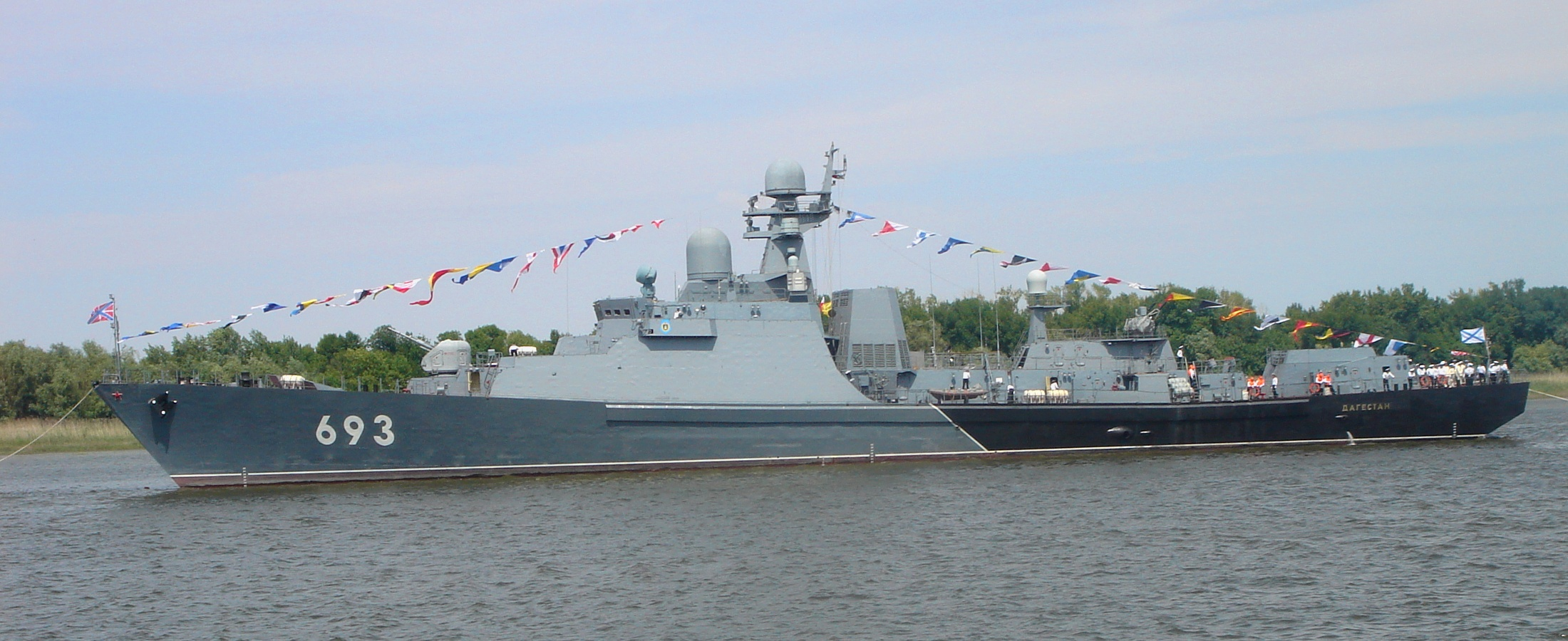
Fragata Russa Daguestão (693)
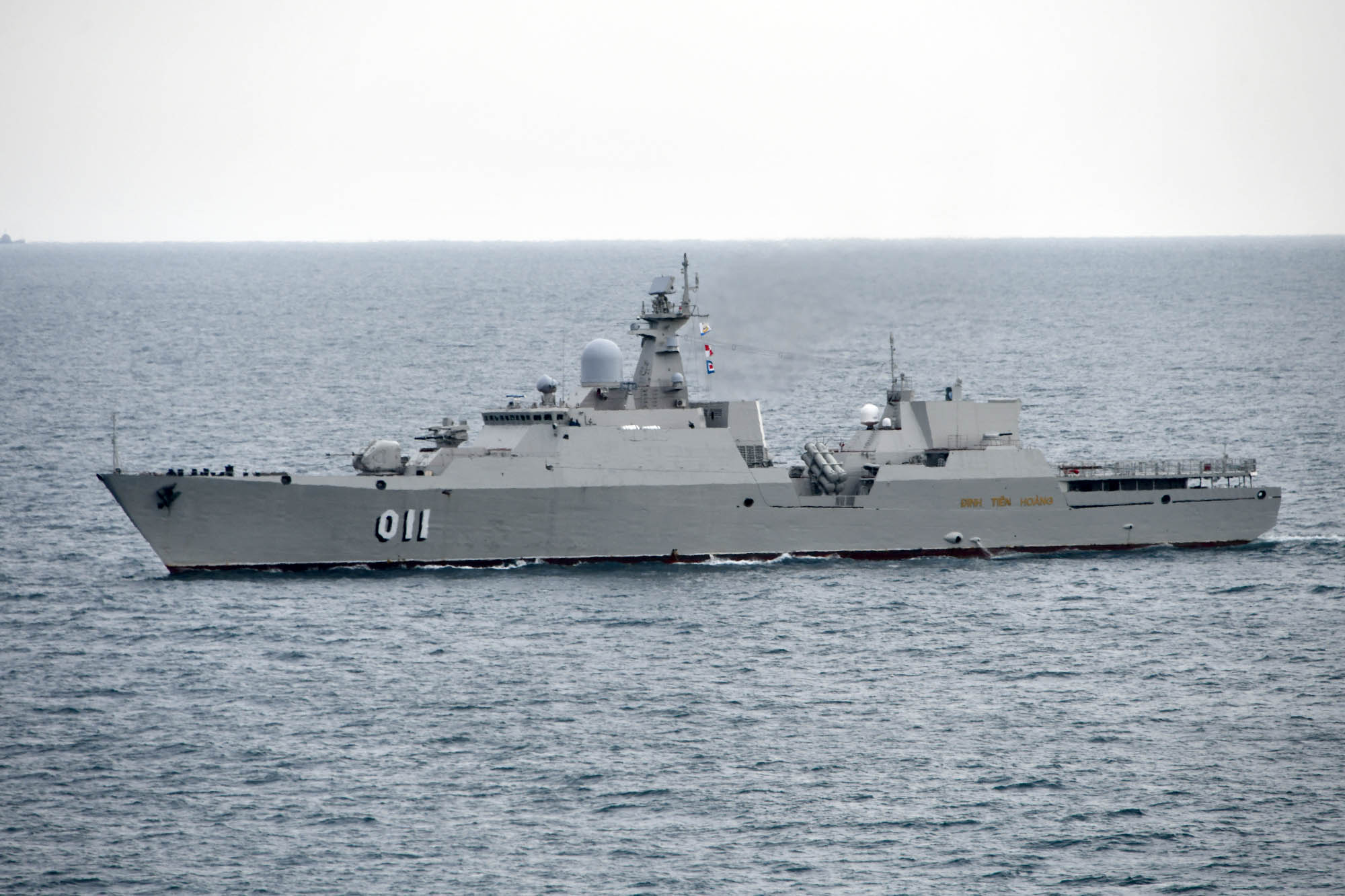
Navio da Marinha Popular do Vietnã Đinh Tiên Hoàng (011)
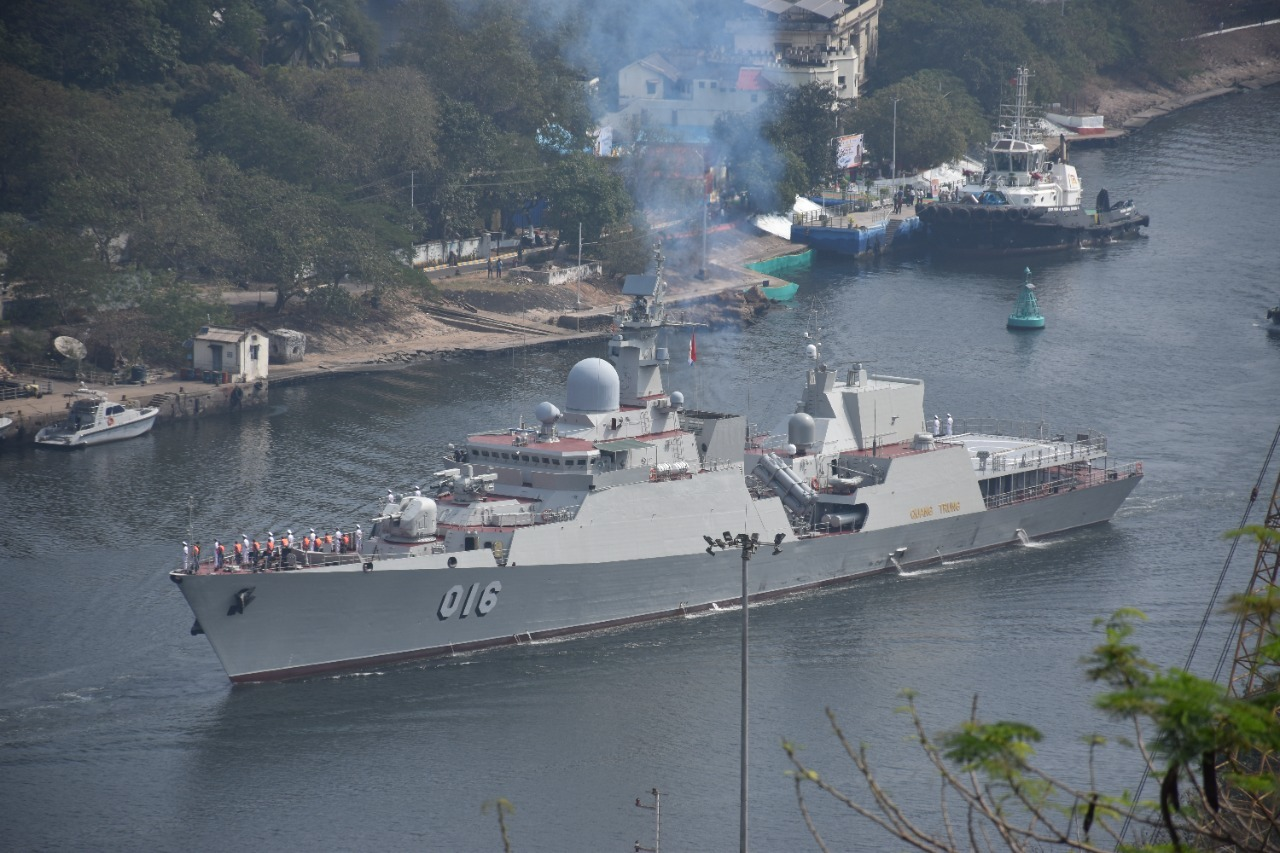
Navio da Marinha Popular do Vietnã Quang Trung (016)

| Nº.                           | Nome                       | Homônimo                 | Designação do projeto       | Construtor            | Deitado                | Lançado                | Comissionado           | Frota             | Status            |
| Marinha Russa (2)             | Marinha Russa (2)          | Marinha Russa (2)        | Marinha Russa (2)           | Marinha Russa (2)     | Marinha Russa (2)      | Marinha Russa (2)      | Marinha Russa (2)      | Marinha Russa (2) | Marinha Russa (2) |
| ----------------------------- | -------------------------- | ------------------------ | --------------------------- | --------------------- | ---------------------- | ---------------------- | ---------------------- | ----------------- | ----------------- |
| 691                           | Tartaristão (ex- Yastreb ) | República do Tartaristão | 11661                       | Estaleiro Zelenodolsk | 1993                   | 2 de julho de 2001     | 31 de agosto de 2003   | Cáspio            | Ativo             |
| 693                           | Daguestão (ex- Albatros )  | República do Daguestão   | 11661K                      | Estaleiro Zelenodolsk | 1994                   | 1º de abril de 2011    | 28 de novembro de 2012 | Cáspio            | Ativo             |
| Marinha Popular do Vietnã (4) |                            |                          |                             |                       |                        |                        |                        |                   |                   |
| 011                           | Dinh Tien Hoang            | Đinh Tiên Hoàng          | 11661E (Gepard 3.9 lote I)  | Estaleiro Zelenodolsk | 10 de julho de 2007    | 12 de dezembro de 2010 | 23 de março de 2011    | Região Naval 4    | Ativo             |
| 012                           | Ly Thai Para               | Lý Thái Tổ               | 11661E (Gepard 3.9 lote I)  | Estaleiro Zelenodolsk | 27 de novembro de 2007 | 16 de março de 2011    | 22 de agosto de 2011   | Região Naval 4    | Ativo             |
| 015                           | Tran Hung Dao              | Trần Hưng Đạo            | 11661E (Gepard 3.9 lote II) | Estaleiro Zelenodolsk | 24 de setembro de 2013 | 27 de abril de 2016    | 6 de fevereiro de 2018 | Região Naval 4    | Ativo             |
| 016                           | Quang Trung                | Quang Trung              | 11661E (Gepard 3.9 lote II) | Estaleiro Zelenodolsk | 24 de setembro de 2013 | 26 de maio de 2016     | 6 de fevereiro de 2018 | Região Naval 4    | Ativo             |